# Melchior Productions
Melchior Productions is een pseudoniem van de technoproducer Thomas Melchior (geboortedatum onbekend, van Duitse nationaliteit.) Zijn muziek is lastig te kwalificeren en wordt vaak in verschillende subgenres van house ondergebracht, zoals minimal, deephouse en microhouse.

## Biografie
Melchior begint zijn muziekcarrière in Londen als lid van de jazzfunk band Blipvert Bigtop, die later wordt hernoemd tot Ohm. Na het uiteenvallen van de band is Melchior vanaf de opkomst van house in Europa actief als producer. Melchior maakt in de jaren negentig als eerste faam door zijn samenwerkingen met Tim Hutton. Onder de naam Vulva brengen zijn hun debuutalbum From The Cockpit uit op het Rephlex label van Richard D. James (beter bekend als Aphex Twin). Er zullen nog twee albums volgen als Vulva en een als Yoni (My Litte Yoni uit 1994). Een eenmalige samenwerking, met Peter Adshead, als Sunpeople resulteert onder andere in de track ‘Check Your Buddha’ die een prominente plaats krijgt op Für Dich (2000) van Tobias Thomas, de eerste mix-cd van het beginnende Keulse label Kompakt.
Inmiddels is Melchior samen gaan werken met Peter Ford, een andere houseveteraan die vooral bekendheid geniet als Baby Ford. Als onderdeel van Baby Ford & The Ifach Collective werkt Melchior mee aan het Sacred Machine album uit 2002. Onder eigen naam verzorgt Melchior een track voor de ‘Windowshopping’ 12-inch van Baby Ford & Zip op het Perlon label. Het warme en minimale ‘Feel Sensual’ zal Melchior undergroundfaam bezorgen in Duitsland en zoals vele producers zal een volgende 12-inch op het Playhouse label verschijnen. ‘Let’s Go Deep’, waarvoor hij voor het eerst de naam Melchior Productions gebruikt, gaat verder met de formule van ‘Feel Sensual’ en Melchior weet zo een eigen geluid te presenteren dat zowel elementen van minimal als deep house verenigt.
Op Playhouse verschijnt in 2004 het eerste Melchior Productions album The Meaning. De eerste cd-uitgave heeft een bonus-cd die tracks verzamelt van de drie 12-inches die Melchiors kortstondige Aspect label uitgaf (met werk onder de noemer Soul Capsule, M-Core, Dark Boys en Soft Core.) Ondanks goede recensies blijft Melchior Productions een relatief bescheiden naam. In de jaren die volgen brengt Melchior de ‘Different Places’ 12-inch uit op Perlon en een samenwerking met Luciano ‘Solomon’s Prayer/Father’. Eind 2007 brengt Melchior met de vernieuwde naam Melchior Productions Ltd. het tweede album No Disco Future uit dat in housekringen weer uiterst positief wordt ontvangen.

## Discografie
- Windowshopping 12” (1999) (gedeeld met Baby Ford & Zip)

- Let’s Go Deep 12” (2002)

- No Elevador 12” (2003)

- Searching 12” (2004)

- The Meaning CD (2004)

- The Later The Evening… 12” (2005)

- Different Places 12” (2006)

- Solomon’s Prayer/Father 12” (2006) (samen met Luciano)

- Don Juan/In The Spirit 12” (2007)

- No Disco Future CD (2007)

- Who Can Find Me 12"(2008)